# 完全微分
完全微分（かんぜんびぶん、英: exact differential）とは、関数の全微分として書ける1次の微分形式の事で、多様体論などの数学の分野では（1次の）完全形式と呼ばれる。本項では主に物理学に応用する事を想定して直観的に完全微分を説明する。より厳密な取り扱いは微分形式、外微分等の項目を参照されたい。

## 概要

### 定義
直観的な定義 (微分形式) ― Mをn次元ユークリッド空間{\displaystyle \mathbb {R} ^{n}}の領域、{\displaystyle x=(x^{1},\ldots ,x^{n})}を{\displaystyle \mathbb {R} ^{n}}の座標（あるいはより一般にMを滑らかな多様体、{\displaystyle x=(x^{1},\ldots ,x^{n})}をMの滑らかな局所座標）とする。滑らかな関数{\displaystyle f_{i}~:~M\to \mathbb {R} }と「微小量」{\displaystyle dx^{i}}、{\displaystyle i=1,\ldots ,n}を用いて
{\displaystyle f_{1}(x)dx^{1}+\cdots +f_{n}(x)dx^{n}} ...(1)
の形にかけるものをM上の1次の微分形式（英: differential form）という。
定義 (完全微分、不完全微分) ― 
何らかの滑らかな関数{\displaystyle A~:~M\to \mathbb {R} }の全微分
{\displaystyle dA={\partial A \over \partial x^{1}}(x)dx^{1}+\cdots +{\partial A \over \partial x^{n}}(x)dx^{n}} ...(2)
の形にかける1次の微分形式(すなわち{\displaystyle f_{i}={\tfrac {\partial A}{\partial x^{i}}}}が任意のiに対して成り立つAが存在する微分形式)を完全微分（英: exact differential, perfect differential）という。さらに1次の微分形式で、完全微分でないものを不完全微分（英: imperfect differential）という。
滑らかな関数Aに対し、全微分{\displaystyle \mathrm {d} A}をAの微分形という。また完全微分{\displaystyle \textstyle \omega =\sum _{i}f_{i}(x)dx^{i}}に対し、{\displaystyle \omega =dA}となる滑らかな関数{\displaystyle A~:~M\to \mathbb {R} }をωのポテンシャル（英: potential）という。
完全微分ωのポテンシャルは微分積分学の基本定理より定数項を除いて一意である。すなわち、{\displaystyle \omega =\mathrm {d} A_{1}=\mathrm {d} A_{2}}なら{\displaystyle A_{1}(x)=A_{2}(x)+C}を満たす定数{\displaystyle C}が存在する。
なお、数学と物理学で名称が異なるので、下記のように表でまとめた：
|      | (2)の形で書けるもの | (1)で(2)の形に書けないもの    | (2)の形を得る微分操作 |
| ---- | ------------------- | ----------------------------- | --------------------- |
| 数学 | 1次の完全形式       | 完全形式ではない1次の微分形式 | 外微分                |
| 物理 | 完全微分            | 不完全微分                    | 全微分                |

### 不完全微分の表記
物理学では(1)を何らかの曲線γに沿って線積分した
{\displaystyle \int _{\gamma }f_{1}(x)dx^{1}+\cdots +f_{n}(x)dx^{n}}  ...(3)
が何らかの物理量を表している事が多い。(1)の形の不完全微分を(3)のように線積分したものが物理量Bを表しているとき、(1)を
{\displaystyle d'B=f_{1}(x)dx^{1}+\cdots +f_{n}(x)dx^{n}}
のように表す。教科書によっては「{\displaystyle d\!\!\!{}^{-\!\!-}B}」、「{\displaystyle \delta B}」と表記するものもある。
「{\displaystyle d'}」は全微分と区別するための「単なる記号」であり、完全微分と区別する以上の意味はなく、{\displaystyle d'B}が具体的になにかの関数の全微分になっている事を意味するわけではない。実際、一般には(3)の線積分{\displaystyle \gamma }は経路に依存するため、物理量{\displaystyle B}は{\displaystyle x\in M}に実数を対応させる関数{\displaystyle x\mapsto \mathbb {R} }にはならず、各経路{\displaystyle \gamma }に実数を対応させる関数{\displaystyle \gamma \mapsto \mathbb {R} }になってしまう。
次節で述べるように、{\displaystyle B}が{\displaystyle x\in M}に実数を対応させる関数{\displaystyle x\mapsto \mathbb {R} }になる必要十分条件は(1)の微分形式が完全微分な事である。

### 性質
定理 ― 以下の２つは同値である：
- (3)の線積分は経路γに依存せず、γの始点と終点のみで決まる。
- (1)の微分形式は完全微分である

(1)の微分形式が完全微分なら、(3)の線積分が経路に依存しないので、基点{\displaystyle x_{0}\in M}を固定し、
{\displaystyle A(x)=\int _{x_{0}}^{x}f_{1}(x)dx^{1}+\cdots +f_{n}(x)dx^{n}}
という（経路に依存せず、基点と終点だけに依存する）物理量を定める事ができる。そして上記のAを全微分した{\displaystyle dA}が(1)の微分形式に一致する。なお前述のように、{\displaystyle dA}が(1)の微分形式と一致するAは定数項を除いて一意である。

### 具体例
熱力学ではMは熱力学的な「平衡状態」の空間であり、具体的には物理的な系の内部エネルギー、体積、物質量（＝モル数）といった変数で記述される空間{\displaystyle \mathbb {R} ^{n}}である。
不完全微分で記述される物理量の具体例としては熱量Qがあり、QはM上の不完全微分を線積分した形で定式化される。よってM上でどのような経路{\displaystyle \gamma }をたどったかによって熱量は異なってしまう。
一方完全微分で記述される物理量の例としては温度Tがある。Tは平衡状態{\displaystyle x\in M}に実数を対応させる関数{\displaystyle T(x)}として定式化できる量であり、したがってその全微分{\displaystyle dT}（これは定義により完全微分）の線積分としても書ける。そしてこの線積分の結果は経路によらず、終点{\displaystyle x\in M}のみで決まる量{\displaystyle T(x)}である。
熱力学では平衡状態{\displaystyle x\in M}に実数を対応させる関数として定式化できる物理量を状態量と呼ぶ。よって温度Tは状態量だが熱量Qは状態量ではない。上述の定理より、(1)の微分形式が完全微分か否かは、(3)の線積分の結果得られる物理量が状態量であるか否かを特徴づける事になる。

### ポアンカレの補題
以上で説明したように、微分形式ωが完全微分か否かは物理的に重要な意味を持つため、本節では{\displaystyle \omega =dA}が存在するための条件を見る。
微分形式{\displaystyle \textstyle \omega =\sum _{i}f_{i}(x)\mathrm {d} x^{i}}に対し、{\displaystyle \omega =dA}となる{\displaystyle A}が存在すれば、{\displaystyle f_{i}(x)={\tfrac {\partial A}{\partial x^{i}}}}なので、{\displaystyle \textstyle {\partial f_{i} \over \partial x^{j}}={\partial ^{2}A \over \partial x^{i}\partial x^{j}}={\partial f_{j} \over \partial x^{i}}}となる。したがって
{\displaystyle {\partial f_{i} \over \partial x^{j}}(x)={\partial f_{j} \over \partial x^{i}}(x)} for {\displaystyle \forall i,j,x}
はωが完全微分であるための必要条件となる。

逆に上記の条件が成立しても{\displaystyle \omega =dA}となる{\displaystyle A}がMの全域で定義された（一価の）関数として存在するとは限らない。しかし上記の条件を満たせば局所的にはそのような{\displaystyle A}が存在する事が知られている：
定理 (ポアンカレの補題) ― {\displaystyle M}上定義された微分形式　
{\displaystyle \omega =\sum _{i}f_{i}(x)\mathrm {d} x^{i}}
に対し、以下の２つは同値である：
- 任意のi、j、および任意の{\displaystyle x\in M}に対し、{\displaystyle {\partial f_{i} \over \partial x^{j}}(x)={\partial f_{j} \over \partial x^{i}}(x)}が成立する[注 8]。
- 任意の点{\displaystyle x}を{\displaystyle M}に対し、{\displaystyle x}の近傍{\displaystyle U}と、{\displaystyle U}上定義された滑らかな関数{\displaystyle A~:~U\to \mathbb {R} }とが存在し、{\displaystyle U}上で{\displaystyle \omega =\mathrm {d} A}が成立する。

一般には上記の定義で局所的に存在を保証されたAをMの全域に拡張しようとすると、Aは多価関数になってしまう。
例えば{\displaystyle \omega }が原点以外の2次元平面{\displaystyle M=\mathbb {R} ^{2}\setminus \{0\}}で定義されているときには原点の周りを「右回り」の曲線に沿ってAを拡張したのか、「左回り」の曲線に沿ってAを拡張したかによってAの値は変わってしまう場合がある。同様にMがトーラスであればトーラスの周りを「右回り」にAを拡張したのか、「左回り」に拡張したかによってAの値は変わってしまう場合がある。
Mが単連結であれば（あるいはより一般に1次のコホモロジー群{\displaystyle H^{1}(M)}が0であれば）、このような多価性の問題は生じず、AをMの全域に拡張できる。詳細はド・ラームコホモロジーの項目を参照されたい。

## 偏微分関係式
三つの変数 x, y, z が適当な可微分函数 F に関する条件 F(x, y, z) = (一定) によって束縛されているとすれば、全微分 {\displaystyle {\begin{aligned}{\mathit {dx}}&={\Bigl (}{\frac {\partial x}{\partial y}}{\Big )}_{z}{\mathit {dy}}+{\Bigl (}{\frac {\partial x}{\partial z}}{\Big )}_{y}{\mathit {dz}},\\[5pt]{\mathit {dz}}&={\Bigl (}{\frac {\partial z}{\partial x}}{\Big )}_{y}{\mathit {dx}}+{\Bigl (}{\frac {\partial z}{\partial y}}{\Big )}_{x}{\mathit {dy}}\end{aligned}}} が存在する:667&669。最初の式に二つ目の式を入れて並べ替えれば {\displaystyle {\Bigl [}1-{\Bigl (}{\frac {\partial z}{\partial x}}{\Big )}_{y}{\Bigl (}{\frac {\partial x}{\partial z}}{\Big )}_{y}{\Bigr ]}{\mathit {dz}}={\Bigl [}{\Bigl (}{\frac {\partial z}{\partial x}}{\Big )}_{y}{\Bigl (}{\frac {\partial x}{\partial y}}{\Big )}_{z}+{\Bigl (}{\frac {\partial z}{\partial y}}{\Big )}_{x}{\Bigr ]}{\mathit {dy}}} を得る:669。y, z は独立な変数であるから、dy, dz は制限なく選べる。最後の式が一般に成り立つためには、括弧で括った項が零とならねばならない:669。以下それが成立することを見よう:
相反関係式
左辺の括弧の中を零と置けば {\displaystyle {\Bigl (}{\frac {\partial z}{\partial x}}{\Big )}_{y}{\Bigl (}{\frac {\partial x}{\partial z}}{\Big )}_{y}=1} であり:60฿฿฿70、これを逆数関係 {\displaystyle {\Bigl (}{\frac {\partial z}{\partial x}}{\Big )}_{y}={\frac {1}{{\Bigl (}{\frac {\partial x}{\partial z}}{\Big )}_{y}}}} にすることができる:670。
三つの変数 x, y, z の置換を施して、もう二つ同様の関係式を導くことができる。逆函数の微分法則により、逆函数の偏微分がもとの函数の偏微分の逆数に等しいことが示されるから、これらの関係式は満たされる。
輪環関係式
三重積の微分法則とも呼ばれる輪環関係式 {\displaystyle {\Bigl (}{\frac {\partial z}{\partial x}}{\Big )}_{y}{\Bigl (}{\frac {\partial x}{\partial y}}{\Big )}_{z}=-{\Bigl (}{\frac {\partial z}{\partial y}}{\Big )}_{x}} により、右辺の括弧の中も零であることが導かれる:670。
実際、∂z/∂y に対する相反関係式を用いて、上記の式を並べ替えたものは輪環関係式 {\displaystyle {\Bigl (}{\frac {\partial x}{\partial y}}{\Big )}_{z}{\Bigl (}{\frac {\partial y}{\partial z}}{\Big )}_{x}{\Bigl (}{\frac {\partial z}{\partial x}}{\Big )}_{y}=-1} である:670。
代わりに ∂x/∂y に対する相反関係式を用い、並べ替えれば陰函数の微分法則 {\displaystyle {\Bigl (}{\frac {\partial y}{\partial x}}{\Big )}_{z}=-{\frac {{\Bigl (}{\frac {\partial z}{\partial x}}{\Big )}_{y}}{{\Bigl (}{\frac {\partial z}{\partial y}}{\Big )}_{x}}}} が得られる。

## いくつか有用な等式
主変数 z は副変数 x, y の函数かつ x, y は u, v の函数とし、各々に関する微分は完全微分とする。連鎖律により、
となるが、やはり連鎖律により
および
により
となり、さらに
を導く。v = y と置けば
および u = y と置けば
あるいは、u = y, v = z と置いて
また相反関係式により三重積の微分法則
を得る。